# Râul Jgheabul Cherecului
Râul Jgheabul Cherecului este un curs de apă, afluent al râului Bicăjel. 

## Hărți
- Gyilkos-tó és környéke - Dimap, Budapest
- Harta Munții Hășmaș  Arhivat în 26 iunie 2008, la Wayback Machine.